# Toivo Jäntti
Toivo Jäntti, född 7 april 1900 i Helsingfors, död där 8 maj 1975, var en finländsk arkitekt som ritade övervägande i funktionalistisk stil.
Toivo Jäntti var son till byggmästaren August Jäntti och Anna Matilda Tuominen. Han tog studentexamen 1919 och blev färdig arkitekt 1928 vid Polytekniska institutet i Helsingfors 1928. Hans mest kända verk är Helsingfors Olympiastadion (1938) som han ritade tillsammans med Yrjö Lindegren. Jäntti ritade också de funktionalistiska sjukhusbyggnaderna i Mariefors sjukhusområde. Han bedrev arkitektverksamhet 1940–1943, tjänstgjorde vid Puutalo Oy 1943–1945 och vid Järnvägsstyrelsen 1965–1969.